# Operativni načrt Macola
Operativni načrt Macola (izvirno turško Balyoz Harekât Planı) je bil domnevni ter izmišljen načrtovani vojaški državni udar, ki naj bi ga želeli izvesti pripadniki Turških oboroženih sil proti turški vladi pod vodstvom Stranke za pravičnost in razvoj (AKP). 
Turške oborožene sile, ki veljajo za zaščitnika sekularne turške države, naj bi s tem udarom želeli odstraniti vlado, katero naj bi smatrali za preveč islamistično usmerjeno.
Po razsodbi turškega sodišča, so se obtožbe izkazale za lažne ter namensko ustvarjene z strani Gulenističnega gibanja, ki so z ponarejenimi dokazi ter uporabo medijev želeli ustvariti kaos v turški vojski ter si še bolj razširiti svoj vpliv znotraj vojske.

## Načrt
Operativni načrt se je prvič pojavil v gulenističnem časopisu Taraf z sumljivo veliko podrobnostmi, na podlagi katerih je potem policija izvedla do aretacije. 
Celoten scenarij operacije je bil načrtovana kot serija podoperacij, ki bi jih izvršile skupine domnevnih zarotnikov:
- operacija Odlitek: major in trije podčastniki naj bi izvedli atentate na vodje skupnosti İsmailağa in bivšega urednika Alaaddina Kayata;
- operacija Brada: poročnik in trije podčastniki naj bi izvedli atentate na grško-ortodoksnega patriarha Bartolomeja in dva njegova sodelavca;
- operacija Kosa: poročnik in trije podčastniki naj bi izvedli atentate na akademike (niso navedli nobenih imen);
- operacija Srp: poročnik in trije podčastniki naj bi izvedli atentate na predstavnike armenskih medijev (urednika Etyen Mahçupyan in Hrant Dink ter pisatelj Sevan Nişanyan);
- operacija Pest: stotnik in štirje podčastniki naj bi izvedli atentate na predstavnike ekstremnih desnih krogov (novinarji Nazlı Ilıcak, Ahmet Taşgetiren, Ali Bulaç, Abdurrahman Dilipak in and Fehmi Koru);
- operacija Lopata: poročnik in trije podčastniki naj bi izvedli atentate na predstavnike ekstremnih levih krogov (novinarji Toktamış Ateş, Hasan Cemal in Cüneyt Ülsever);
- operacija Žaga: poročnik in trije podčastniki naj bi izvedli atentate na predstavnike liberalnih krogov (novinarji Mehmet Altan, Ali Bayramoğlu, Mehmet Barlas in Taha Akyol) in
- operacija Vrv: poročnik in štirje podčastniki naj bi napadli liberalni think tank Gibanje Arı.

S temi operacijami in drugimi dejanji (napadi na mošeje, sestrelitev letal(a),...) bi ustvarili nemire v državi, zaradi česar bi imele oborožene sile opravičilo za izvedbo državnega udara, s čimer bi prevzele nadzor nad državo. 

## Zgodovina
V Začetku Februarja se je že nadaljevala osnovna operacija proti namensko izmišljeni organizaciji "Ergenekon" z strani Gulenistov, s katero so obtožili veliko visokih funkcionarjev v turški vojski, policiji, sodstvu, politiki in mediji. Gulenistično gibanje je z lažnimi obtožbami in ponarejenimi dokazi skušalo prikazati visoke oficirje v vojski ter policiji, da želijo z umetno ustvarjenim kaosom v državi pripeljati do izvedbe državnega udara s katerim bi strmoglavili tedanjo vlado Recepa Tayyipa Erdogana.  
Tako je vrsto častnikov in policistov pristalo za zapahi, namesto katerih so bili potem kadrovani gulenistični oficirji, policisti ter sodniki. Odstranjeni so bili tudi politiki in novinarji kateri niso bili oz. so obtoževali guleniste kot resnične zarotnike, kot denimo novinar Ahmet Şik. 
Takrat pa je v gulenističnem časopisu Taraf izhajalo mnogo člankov z presenetljivimi podrobnostmi in hudimi scenarijimi načrtov organizacije Ergenekon ter njene operacije, katero naj bi poimenovali Macola.  
Članki v časopisu Taraf so potem služili kot glavni dokazi ter vodilo za turško državno tožilstvo, katero je potem dalo odredbe policiji za aretacije. 
22. februarja 2010 so oblasti aretirale več kot 40 častnikov in jih obtožile poskusa prevrata proti vladi. Med aretiranimi so bili štirje admirali, general in dva polkovnika. Tri dni pozneje so izpustili bivša poveljnika Turške vojne mornarice in Turškega vojnega letalstva. 31. marca in 1. aprila so izpustili še 28 drugih; 19 zaradi resnega dvoma obtožb in 9 zaradi njihovega družbenega položaja. 
5. aprila je sledil drugi val aretacij; v 14 provincah so aretirali 95 oseb; 86 vojaških oseb (od tega 70 v aktivni vojaški službi) ter 9 civilistov. Naslednji dan so ponovno aretirali 9, ki so jih predhodno izpustili. Istočasno pa je istanbulski glavni tožilec ukazal odstranitev dveh tožilcev iz primera zaradi neupoštevanja ukazov.  
Operativni načrt Macola se je potem izkazal za izmišljotino ter namensko ustvarjen z strani Gulenističnega gibanja, ki so tako želeli ustvariti kaos v vojski ter privesti do razrešenj in aretacij številnih vodilnih častnikov v vojski, katere bi potem zamenjali gulenistični častniki. 
Zarota je deloma uspela, kajti prišlo je do velikih pretresov v turški vojski, kjer je bilo priprtih, obsojenih ter suspendiranih iz vojske veliko število častnikov, ki so bili potem zamenjani z gulenističnimi častniki, ki so imeli povezave z Gulenističnim gibanjem. Ti so leta 2016, dejansko poskusili izvesti državni udar, kateri pa jim je po dobrem posredovanju policije in lojalnega dela vojske, spodletel. 
Turško sodišče je pozneje razveljavilo sojenja, zaradi ponarejenih in pomanjkljivih dokazov, ki naj bi dokazovali obstoj načrta, ter dokazane konspiracije Gulenistov. 
Zaradi zarote, hujskaštva, lažnih dokazov in vpletenosti v poskus državnega udara leta 2016, bili obsojeni na dolgoletne zaporne kazni novinarji Taraf-a ter ostalih gulenističnih medijev, sodniki ter tožilci. 

## Aretirani častniki
- general Çetin Doğan, poveljnik 1. armade[4]
- general Ibrahim Firtina, poveljnik vojnega letalstva[4]
- admiral Özden Örnek, poveljnik vojne mornarice[4]
- general Ergin Saygun, poveljnik 1. armade[4]
- admiral Ahmet Feyyaz Öğütçü, poveljnik Severnomorske flote[4]
- admiral Lüftü Sancar, poveljnik Južnomorske flote[4]
- general Engin Alan, poveljnik specialnih enot[4]
- admiral Ali Deniz Kutluk[5]
- admiral Özer Karabulut[5]
- admiral Engin Baykal[5]
- admiral Ramazan Cem Gündeniz[5]
- admiral Aziz Çakmak[5]
- general Mehmet Kaya Varol[5]
- general Ayhan Taş[6]
- general Ayhan Poyraz[6]
- general Ümit Özcan[6]
- general Süha Tanyeli, poveljnik Strateškega raziskovalnega centra Generalštaba Turških oboroženih sil[6]
- admiral Aziz Çakmak[7]
- polkovnik Ahmet Metin Dikic[5]
- polkovnik Cengiz Köylü[5]